# No Reason
«No Reason» — сингл группы Sum 41 из альбома «Chuck». Сингл был выпущен специально для радио, на песню не было снято клипа. Песня транслировалась только в США и Европе, в Billboard Modern Rock она достигла 16 позиции. В фильме «Грязная любовь» показано, как Sum 41 поют в клубе песню «No Reason». В онлайн-опросе фанаты группы назвали «No Reason» лучшей песней в альбоме «Chuck», а «We’re All To Blame» второй.
Песня входит в саундтрек к играм NFL Street 2 и Full Auto 2.

## Краткий обзор
Эту песню часто называют «эпической балладой» Sum 41, как и «We're All to Blame» песня содержит более политически и социально направленную лирику, чем большинство песен Sum 41. Группа не объяснила значение лирики, но по некоторым теориям в песне говорится о людях, которые предпринимают заведомо неправильные действия, осознают это, но так или иначе продолжаются. Об этом говорит фраза из песни «when we all fall down it will be too late». Фраза «Everything but time is running out!» может быть намеком на текущие экологические ситуации (а именно, нефтяной кризис).
«No Reason» была одной из первых песен, записанных для альбома «Chuck», в песне сочетаются такие стили как панк-рок и альтернативный метал.

## Исполнители
- Дерик «Bizzy D» Уибли — вокал, гитара
- Дэйв «Brownsound» Бэкш — гитара, бэк-вокал
- Джейсон «Cone» МакКэслин — бас, бэк-вокал
- Стив «Stevo 32» Джоз — барабаны, бэк-вокал